# 시간 영역 반사 측정기

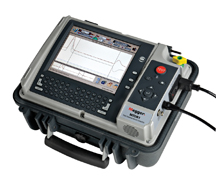
케이블 고장 감지용 시간 영역 반사 측정기

시간 영역 반사 측정기(時間領域反射測定機, Time-Domain Reflectometer, TDR)는 신호 반사 맥박을 관찰하여 전송선로의 특성을 측정하는 데 사용되는 전자 기기이다. 금속 케이블(예: 연선 또는 동축 케이블)의 고장을 진단하고 위치를 찾는 데 사용될 수 있으며,
커넥터, 인쇄 회로 기판 또는 기타 전기 경로의 불연속성을 찾는 데 사용될 수 있다.

## 설명
TDR은 도체를 따라 반사를 측정한다. 이러한 반사를 측정하기 위해 TDR은 도체에 입사 신호를 전송하고 그 반사를 수신한다. 도체가 균일한 온저항을 가지고 적절하게 종단되면 반사가 없으며, 나머지 입사 신호는 종단에서 흡수된다. 대신, 온저항 변화가 있는 경우 입사 신호의 일부가 소스로 반사되어 돌아온다. TDR은 원리적으로 레이더와 유사하다.

불연속점에서 전송되고 반사되는 신호(또는 에너지)

불연속성의 온저항은 반사 신호의 진폭으로 결정될 수 있다. 반사 온저항까지의 거리는 맥박이 되돌아오는 시간으로도 결정될 수 있다. 이 방법의 한계는 최소 시스템 상승 시간이다. 총 상승 시간은 구동 펄스의 상승 시간과 반사를 모니터링하는 오실로스코프 또는 샘플러의 상승 시간이 합쳐진 것이다.

### 방법
TDR 분석은 계단 함수 또는 에너지 맥박을 시스템으로 전파시키고 시스템에 의해 반사된 에너지를 관찰하는 것으로 시작된다. 반사된 파형의 크기, 지속 시간 및 모양을 분석하여 전송 시스템에서 온저항 변화의 특성을 결정할 수 있다.
반사 측정기 출력에 순수 저항성 부하가 연결되고 계단 함수 신호가 인가되면, 디스플레이에 계단 신호가 나타나며, 그 높이는 저항의 함수이다. 저항성 부하에 의해 생성된 계단의 크기는 입력 신호의 분수값으로 표현될 수 있으며 다음과 같다.
{\displaystyle \rho ={\frac {R_{L}-Z_{0}}{R_{L}+Z_{0}}}}
여기서 {\displaystyle Z_{0}}는 전송선로의 특성 온저항이다.

### 반사
일반적으로 반사는 입사 신호와 동일한 모양을 가지지만, 그 부호와 크기는 온저항 수준의 변화에 따라 달라진다. 온저항이 계단식으로 증가하면 반사는 입사 신호와 동일한 부호를 갖는다. 온저항이 계단식으로 감소하면 반사는 반대 부호를 갖는다. 반사의 크기는 온저항 변화량뿐만 아니라 도체 내 손실에도 의존한다.
반사는 TDR의 입출력에서 측정되어 시간의 함수로 표시되거나 플로팅된다. 또는 특정 전송 매체에 대한 신호 전파 속도가 거의 일정하므로 케이블 길이의 함수로 표시될 수 있다.
온저항 변화에 대한 민감성 때문에 TDR은 케이블 온저항 특성, 접속 및 전기 단자 위치와 관련 손실을 확인하고 케이블 길이를 추정하는 데 사용될 수 있다.

### 입사 신호
TDR은 다양한 입사 신호를 사용한다. 일부 TDR은 도체를 따라 맥박을 전송한다. 이러한 기기의 해상도는 종종 펄스 폭이다. 좁은 펄스는 좋은 해상도를 제공할 수 있지만, 긴 케이블에서는 감쇠되는 고주파 신호 성분을 포함한다. 펄스 모양은 종종 반주기 사인파이다. 긴 케이블의 경우 더 넓은 펄스 폭이 사용된다.
빠른 상승 시간 계단 신호도 사용된다. 전체 펄스의 반사를 찾는 대신, 기기는 매우 빠를 수 있는 상승 에지에 관심을 둔다. 1970년대 기술 TDR은 25ps의 상승 시간을 가진 계단 신호를 사용했다.
다른 TDR은 복합 신호를 전송하고 상관 기술로 반사를 감지한다. 확산 스펙트럼 시간 영역 반사 측정기를 참조한다.

### 변형 및 확장
광섬유에 해당하는 장치는 광 시간 영역 반사 측정기이다.
시간 영역 투과 측정기(Time-domain transmissometry, TDT)는 전송된(반사된 것이 아닌) 펄스를 측정하는 유사한 기술이다. 이 둘은 동축 케이블 및 광섬유와 같은 전기 또는 광학 전송 매체를 분석하는 강력한 수단을 제공한다.
TDR의 변형이 존재한다. 예를 들어, 확산 스펙트럼 시간 영역 반사 측정기(SSTDR)는 항공기 배선과 같이 복잡하고 노이즈가 많은 시스템에서 간헐적 고장을 감지하는 데 사용된다. 코히어런트 광 시간 영역 반사 측정기(COTDR)는 광학 시스템에서 사용되는 또 다른 변형으로, 반사된 신호가 국부 발진기와 혼합된 후 노이즈를 줄이기 위해 필터링된다.

## 예시 파형
이 파형들은 일반적인 실험실 장비로 만들어진 시간 영역 반사 측정기가 약 100 피트 (30 m)의 특성 온저항 50옴 동축 케이블에 연결되어 생성되었다. 이 케이블의 전파 속도는 진공 속도의 약 66%이다.

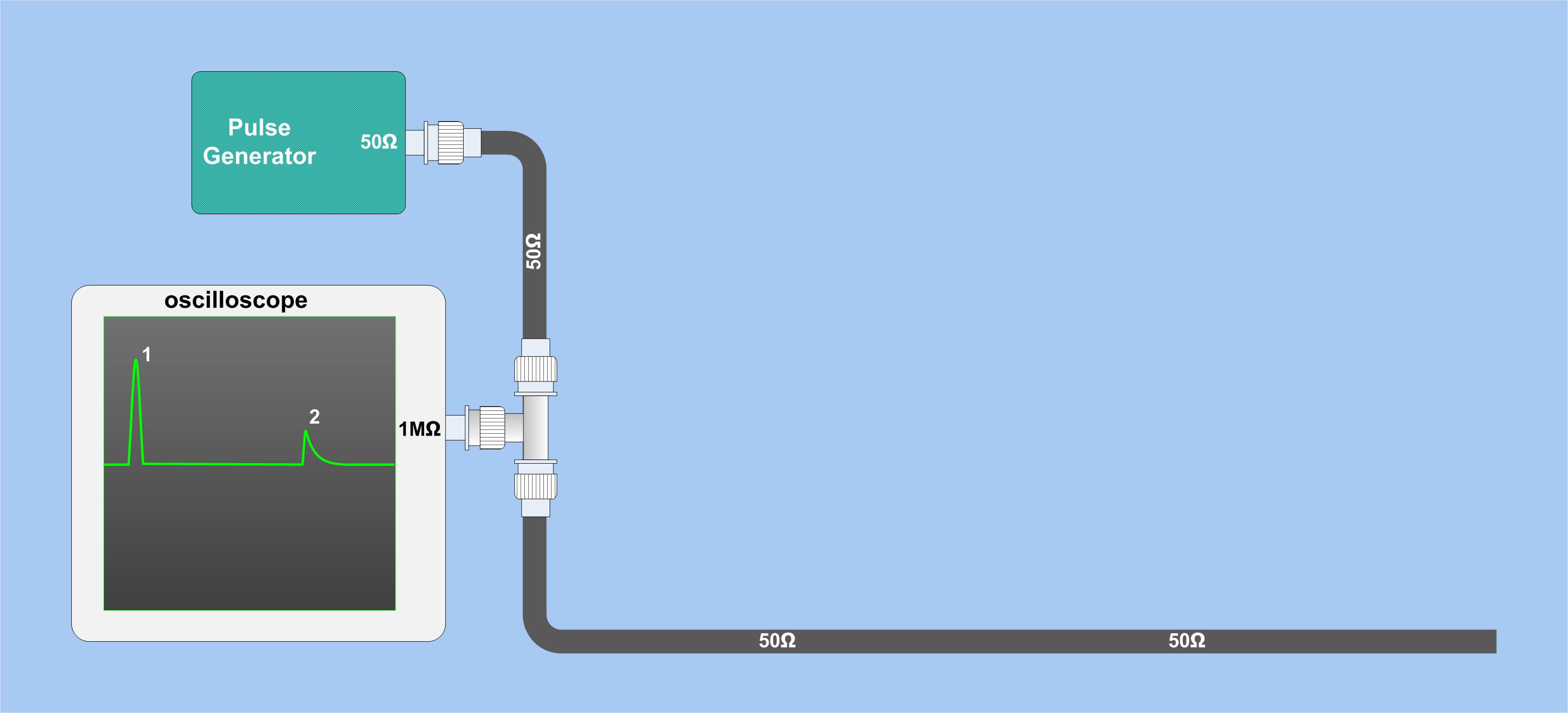
실험실 장비로 만든 간단한 TDR
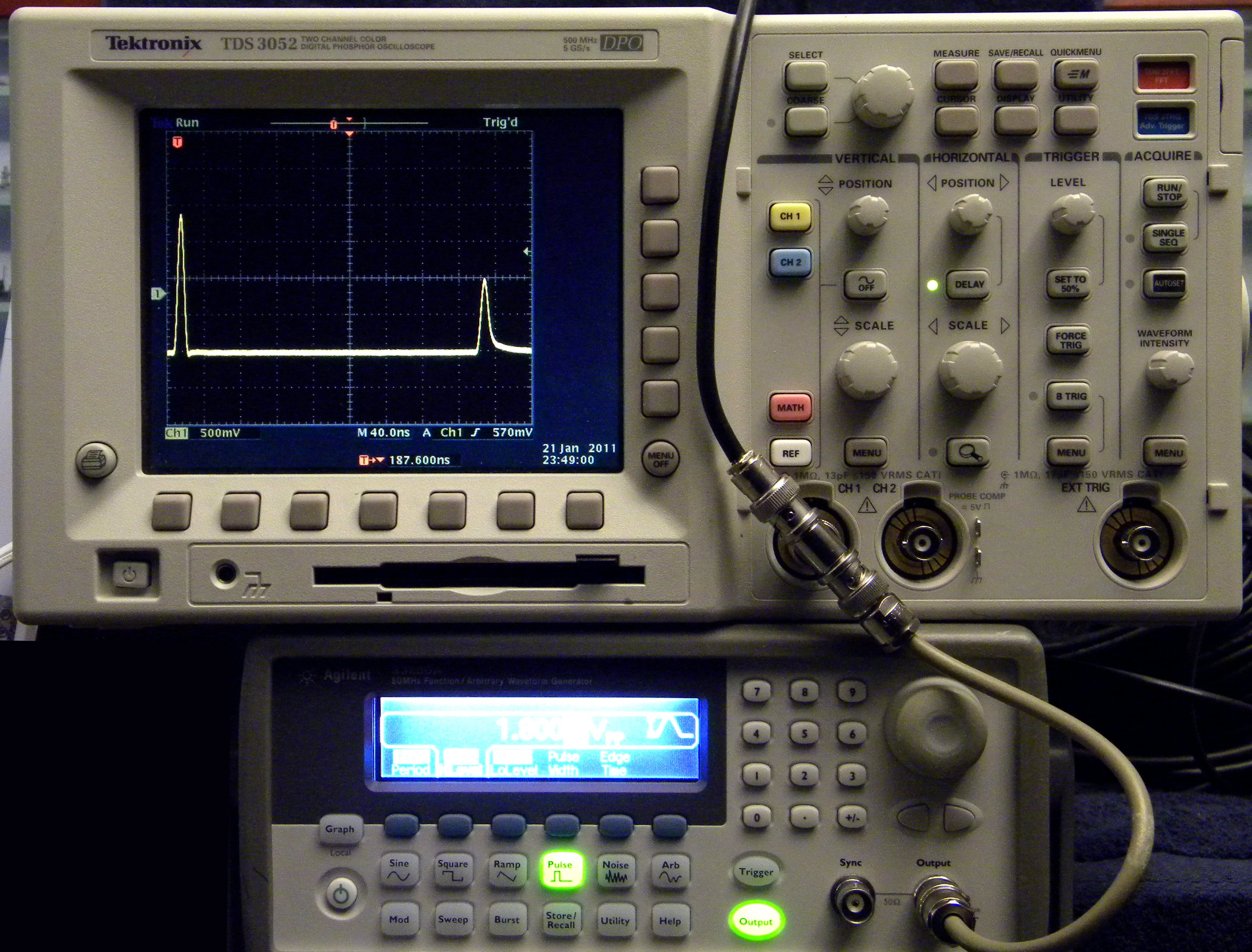
일반적인 실험실 장비로 만든 간단한 TDR
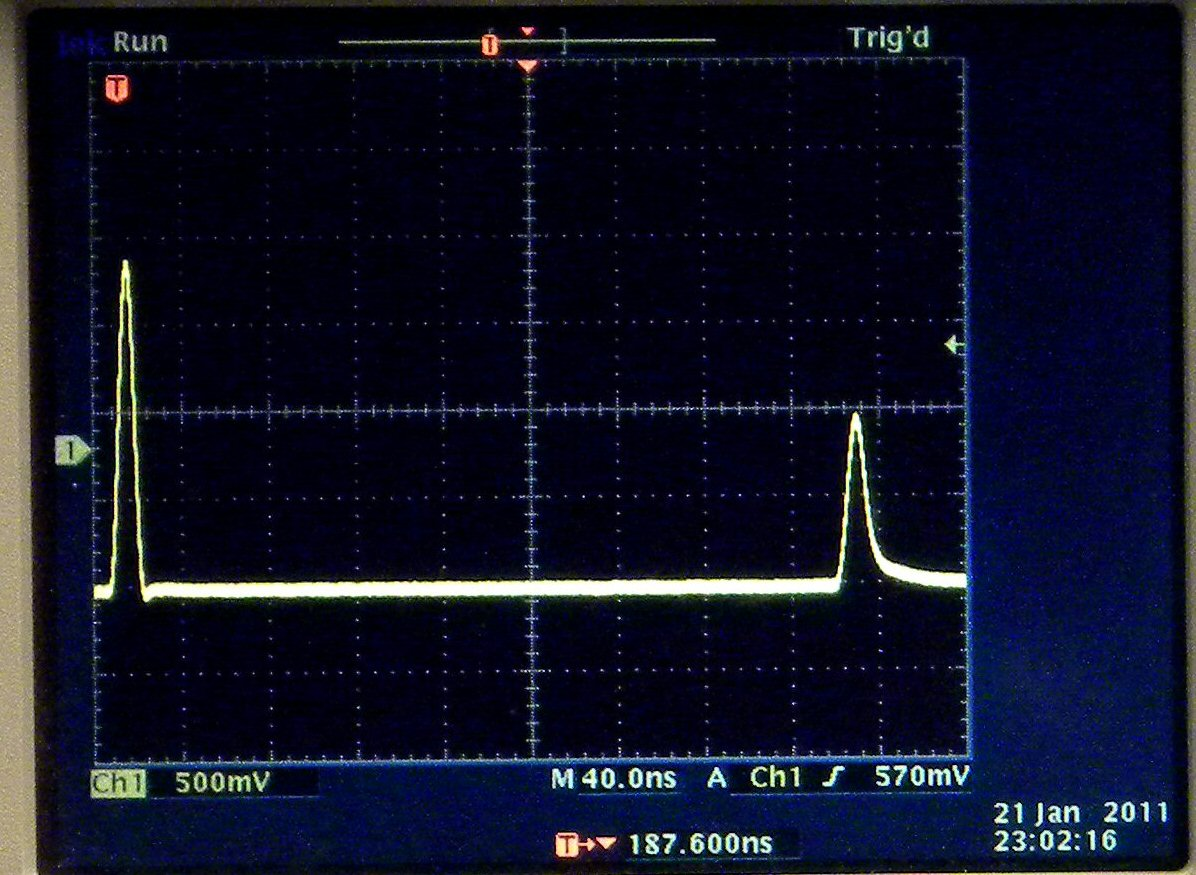
개방 종단이 있는 전송선로의 TDR 파형
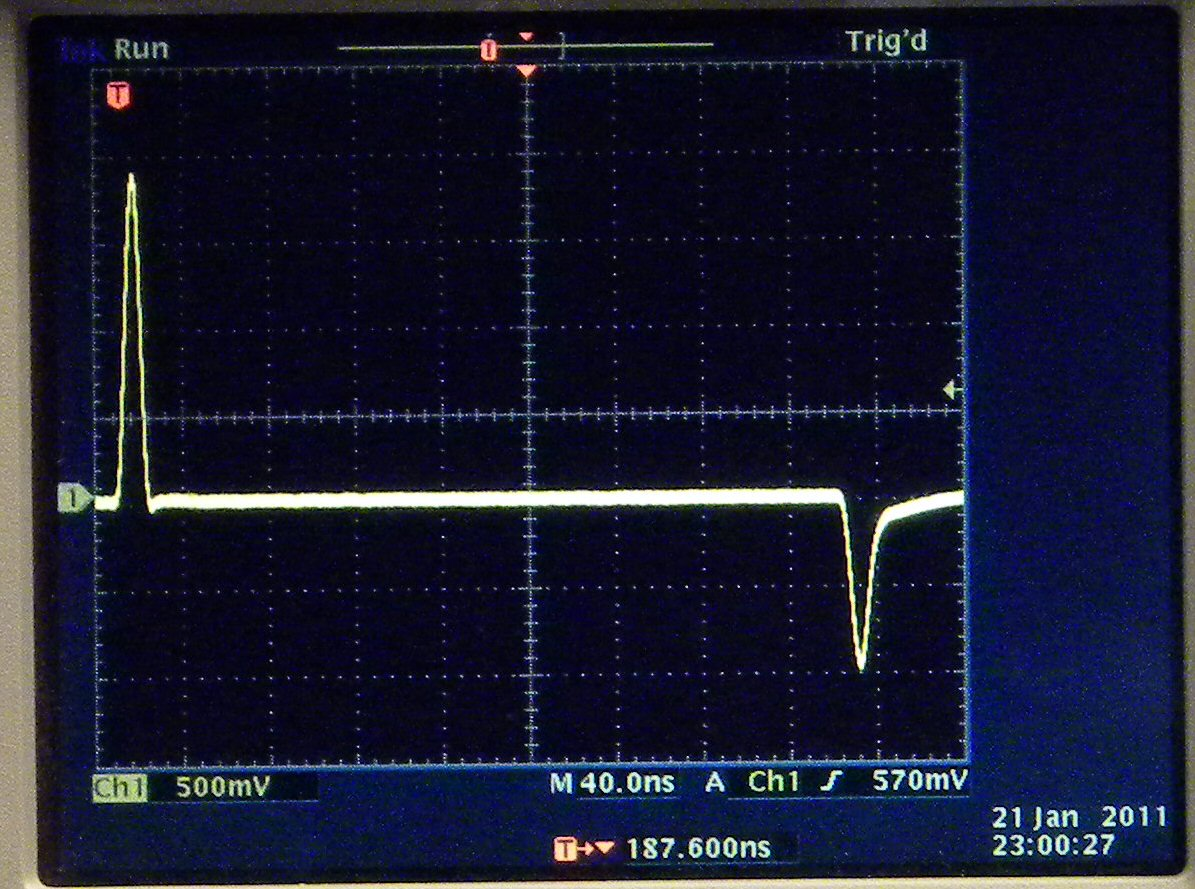
단락 종단이 있는 전송선로의 TDR 파형
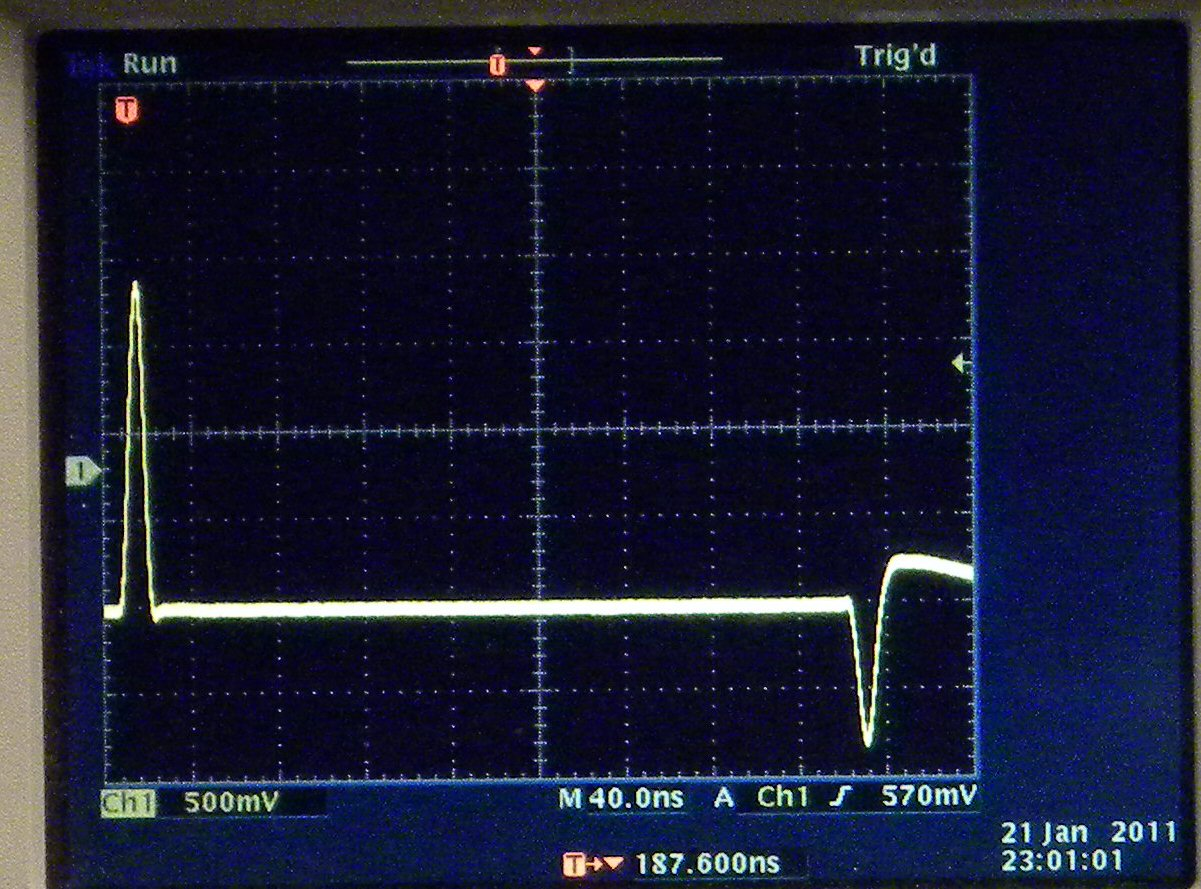
1nF 커패시터 종단이 있는 전송선로의 TDR 파형
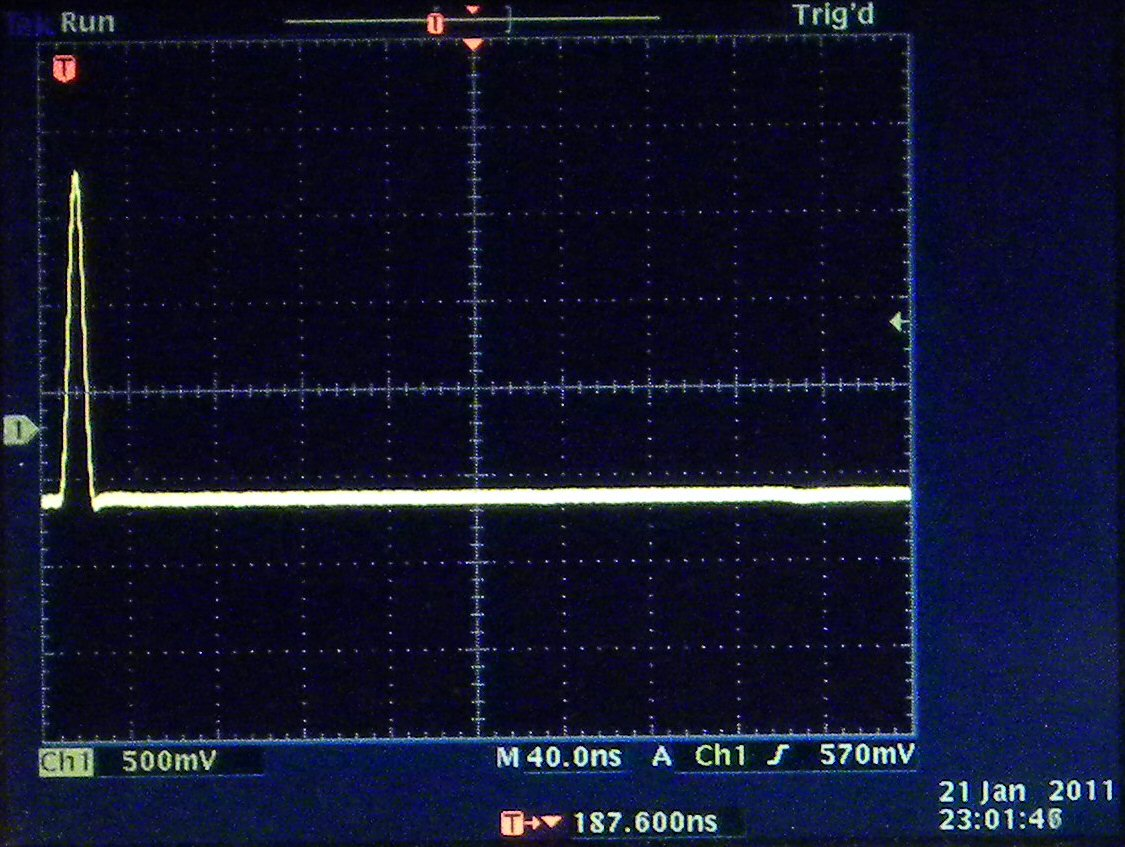
거의 이상적인 종단이 있는 전송선로의 TDR 파형
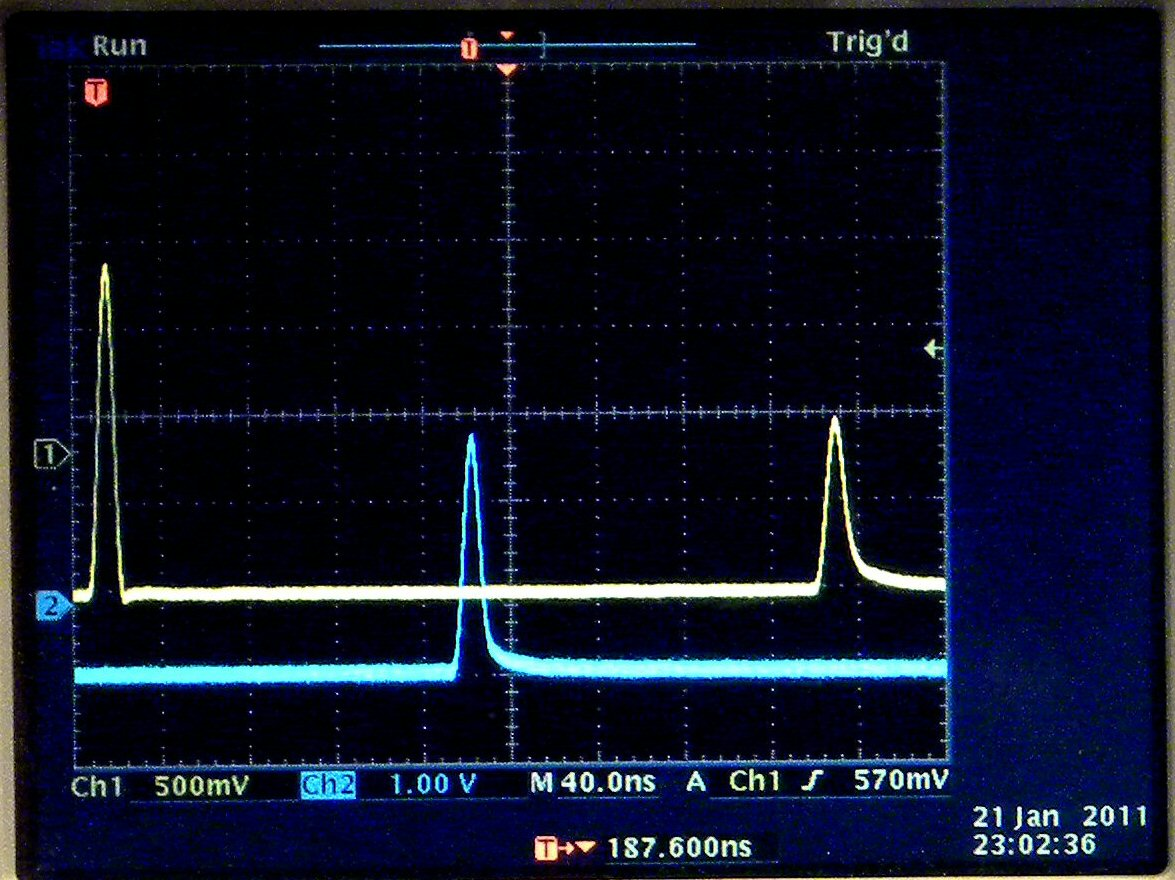
오실로스코프 고온저항 입력에 종단된 전송선로의 TDR 파형. 파란색 파형은 원거리에서 보이는 펄스이다. 각 채널의 기준선이 보이도록 오프셋되어 있다.
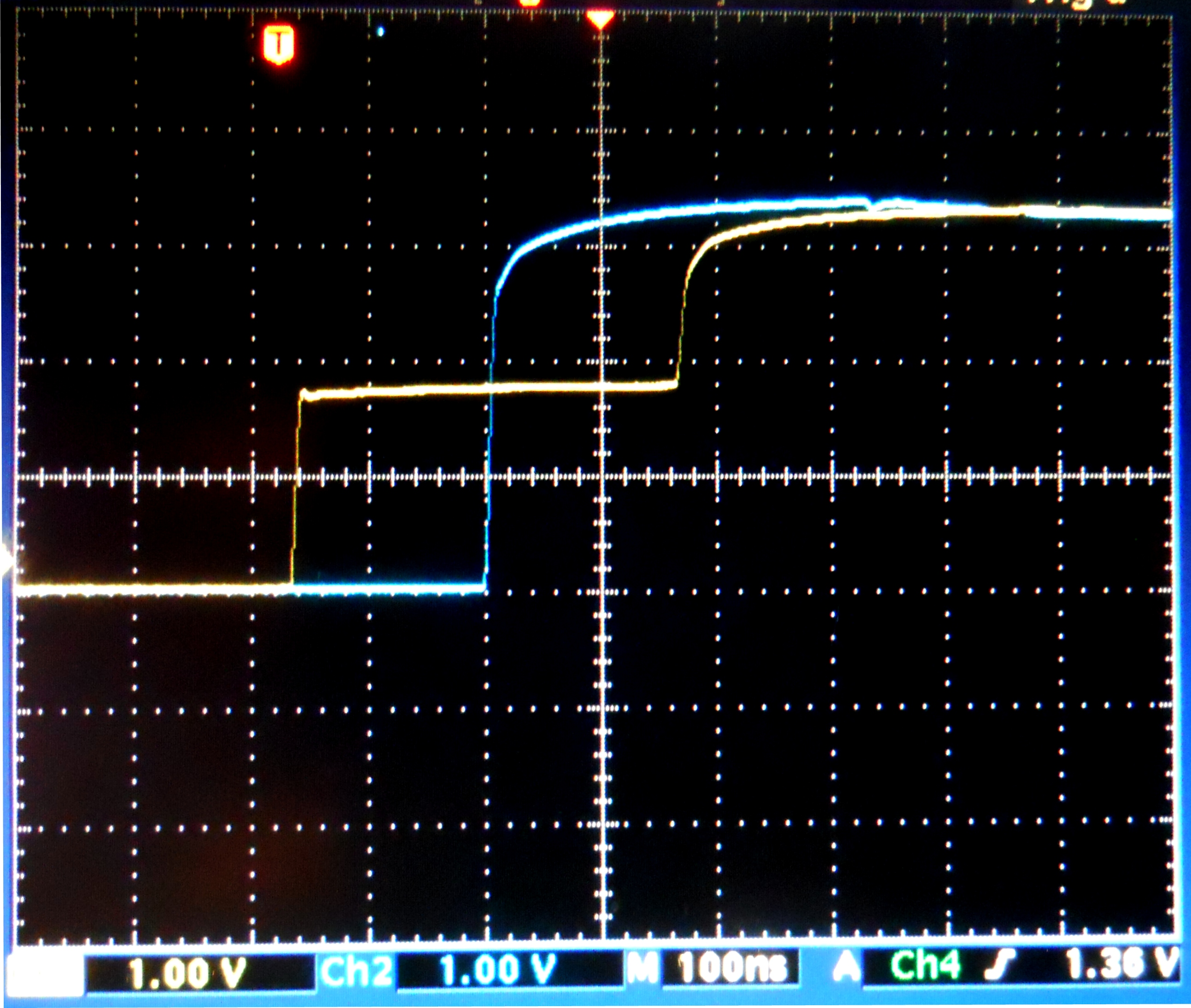
정합된 소스의 스텝 입력으로 오실로스코프 고온저항 입력에 종단된 전송선로의 TDR 파형. 파란색 파형은 원거리에서 보이는 신호이다.

이 파형들은 25ps의 상승 시간을 가진 계단 파형, 35ps의 상승 시간을 가진 샘플링 헤드, 그리고 18-인치 (0.46 m) SMA 케이블을 사용하는 상업용 TDR에 의해 생성되었다. SMA 케이블의 먼 쪽 끝은 개방되거나 다른 어댑터에 연결되었다. 펄스가 케이블을 따라 이동하여 반사되고 샘플링 헤드에 도달하는 데 약 3ns가 걸린다. 두 번째 반사(약 6ns)는 일부 파형에서 볼 수 있는데, 이는 반사가 샘플링 헤드에서 작은 불일치를 감지하여 다른 "입사" 파형이 케이블을 따라 이동하도록 유발하기 때문이다.

연결 해제된 SMA 수 커넥터로의 스텝 TDR (비정밀 개방) 수평: 1 ns/div 수직: 0.5 ρ/div
연결 해제된 APC-7mm 커넥터로의 스텝 TDR
APC-7mm 정밀 개방으로의 스텝 TDR
APC-7mm 정밀 부하로의 스텝 TDR
APC-7mm 정밀 단락으로의 스텝 TDR
APC-7mm 정밀 개방으로의 스텝 TDR 수평: 20 ps/div
결합된 BNC 커넥터 쌍으로의 스텝 TDR; 피크 반사는 0.04 수평: 200 ps/div 수직: 20 mρ/div

## 설명
케이블의 먼 끝이 단락되거나, 즉 0옴의 임피던스로 종단되고, 펄스의 상승 에지가 케이블로 시작되면 발사 지점의 전압은 즉시 주어진 값으로 "단계적으로 상승"하고 펄스는 단락을 향해 케이블에서 전파되기 시작한다. 펄스가 단락을 만나면 먼 끝에서 에너지가 흡수되지 않는다. 대신, 역전된 펄스가 단락에서 발사 끝으로 반사되어 돌아온다. 이 반사가 마침내 발사 지점에 도달해야만 이 지점의 전압이 갑자기 0으로 떨어지며 케이블 끝에 단락이 있음을 알린다. 즉, TDR은 방출된 펄스가 케이블을 통해 이동하고 에코가 돌아올 때까지 케이블 끝에 단락이 있다는 징후를 알 수 없다. 이 왕복 지연 후에야 TDR에 의해 단락을 감지할 수 있다. 테스트 중인 특정 케이블의 신호 전파 속도에 대한 지식을 통해 단락까지의 거리를 측정할 수 있다.
케이블의 먼 끝이 개방 회로(무한 임피던스로 종단됨)인 경우에도 유사한 효과가 발생한다. 그러나 이 경우 먼 끝에서의 반사는 원래 펄스와 동일하게 극성화되어 이를 상쇄하는 대신 추가된다. 따라서 왕복 지연 후 TDR의 전압은 갑자기 원래 적용된 전압의 두 배로 뛴다.
케이블의 먼 끝에서 완벽한 종단은 적용된 펄스를 반사를 일으키지 않고 완전히 흡수하여 케이블의 실제 길이를 결정하는 것을 불가능하게 한다. 실제로는 항상 약간의 작은 반사가 관찰된다.
반사의 크기는 반사 계수 또는 ρ라고 한다. 계수는 1(개방 회로)에서 -1(단락 회로)까지 다양하다. 값이 0이면 반사가 없음을 의미한다. 반사 계수는 다음과 같이 계산된다.
{\displaystyle \rho ={\frac {Z_{\text{t}}-Z_{\text{o}}}{Z_{\text{t}}+Z_{\text{o}}}}}
여기서 Zo는 전송 매체의 특성 임피던스로 정의되고 Zt는 전송선로의 먼 끝에 있는 종단의 임피던스이다.
모든 불연속성은 종단 임피던스로 간주되어 Zt로 대체될 수 있다. 여기에는 특성 임피던스의 급격한 변화가 포함된다. 예를 들어, 인쇄 회로 기판의 트레이스 폭이 중간에서 두 배가 되면 불연속성이 된다. 에너지의 일부는 구동 소스로 반사되어 돌아오고, 나머지 에너지는 전송된다. 이는 산란 접합이라고도 알려져 있다.

## 활용
시간 영역 반사 측정기는 일반적으로 수 킬로미터에 달하는 케이블을 파내거나 제거하는 것이 비실용적인 매우 긴 케이블 경로를 현장 테스트하는 데 사용된다. 이는 통신선의 예방 보전에 필수적이다. TDR은 조인트와 전기 단자의 부식으로 인한 저항 증가와 절연의 열화 및 수분 흡수로 인한 누설 증가를 치명적인 고장이 발생하기 훨씬 전에 감지할 수 있기 때문이다. TDR을 사용하면 고장을 센티미터 이내로 정확히 찾아낼 수 있다.
TDR은 기술 감시 방지 대책에도 매우 유용한 도구이며, 도청의 존재와 위치를 파악하는 데 도움이 된다. 도청이나 접속으로 인한 선로 임피던스의 미세한 변화는 전화선에 연결된 TDR 화면에 나타난다.
TDR 장비는 전송선로를 모방하도록 제작된 현대적인 고주파 인쇄 회로 기판의 고장 분석에 필수적인 도구이기도 하다. 반사를 관찰하여 볼 그리드 배열 장치의 납땜되지 않은 핀을 감지할 수 있다. 단락된 핀도 유사하게 감지할 수 있다.
TDR 원리는 집적 회로 패키지 테스트부터 액체 레벨 측정까지 다양한 산업 환경에서 사용된다. 전자의 경우 시간 영역 반사 측정기는 동일한 곳에서 고장난 부분을 격리하는 데 사용된다. 후자는 주로 공정 산업에 국한된다.

### 레벨 측정에서
TDR 기반 레벨 측정 장치에서, 장치는 얇은 도파관(프로브라고 불림) – 일반적으로 금속 막대 또는 강철 케이블 –을 따라 전파되는 펄스를 생성한다. 이 펄스가 측정될 매체의 표면에 도달하면 펄스의 일부가 도파관을 따라 반사되어 돌아온다. 장치는 펄스가 전송된 시점과 반사가 돌아온 시점 사이의 시간 차이를 측정하여 유체 레벨을 결정한다. 센서는 분석된 레벨을 연속 아날로그 신호 또는 스위치 출력 신호로 출력할 수 있다. TDR 기술에서 펄스 속도는 주로 펄스가 전파되는 매체의 유전율에 영향을 받으며, 이는 매체의 수분 함량과 온도에 따라 크게 달라질 수 있다. 많은 경우, 이 효과는 과도한 어려움 없이 보정될 수 있다. 끓거나 고온 환경과 같은 일부 경우에는 보정이 어려울 수 있다. 특히, 거품이 많거나 끓는 매체에서 거품(폼) 높이와 응축된 액체 레벨을 결정하는 것은 매우 어려울 수 있다.

### 댐의 앵커 케이블에 사용
전력 조직 컨소시엄인 CEATI(CEA Technologies, Inc.)의 댐 안전 관심 그룹은 확산 스펙트럼 시간 영역 반사 측정기를 콘크리트 댐 앵커 케이블의 잠재적 결함을 식별하는 데 적용했다. 다른 테스트 방법과 비교하여 시간 영역 반사 측정기의 주요 이점은 이러한 테스트의 비파괴적 방법이다.

### 지구 및 농업 과학 분야에서 사용
TDR은 토양 및 다공성 매체의 수분 함량을 결정하는 데 사용된다. 지난 20년 동안 토양, 곡물, 식품 및 퇴적물의 수분 측정을 위한 상당한 발전이 이루어졌다. TDR 성공의 핵심은 훅스트라(Hoekstra)와 델라니(Delaney, 1974), 토프(Topp) 외(1980)의 선구적인 연구에서 입증된 바와 같이, 물질의 유전율과 수분 함량 사이의 강한 관계 때문에 파동 전파로부터 물질의 유전율(유전 상수)을 정확하게 결정하는 능력이다. 이 주제에 대한 최근 검토 및 참고 자료로는 토프와 레이놀즈(Topp and Reynolds, 1998), 노보리오(Noborio, 2001), 페티넬리아 외(Pettinellia et al., 2002), 토프와 페레(Topp and Ferre, 2002), 로빈슨 외(Robinson et al., 2003)가 있다. TDR 방법은 전송선 기술이며, 일반적으로 토양이나 퇴적물에 삽입된 두 개 이상의 평행 금속 막대인 전송선을 따라 전파되는 전자기파의 이동 시간으로부터 겉보기 유전율(Ka)을 결정한다. 프로브는 일반적으로 길이가 10~30cm이며 동축 케이블을 통해 TDR에 연결된다.

### 지반공학에서
시간 영역 반사 측정기는 또한 고속도로 절개면, 철도 노반, 노천 광산 등 다양한 지반공학 환경에서 사면 이동을 모니터링하는 데 사용되었다(Dowding & O'Connor, 1984, 2000a, 2000b; Kane & Beck, 1999). TDR 안정성 모니터링 응용 분야에서는 관심 영역을 통과하는 수직 시추공에 동축 케이블이 설치된다. 동축 케이블의 임의 지점에서의 전기 임피던스는 도체 사이의 절연체 변형에 따라 변한다. 취성 그라우트가 케이블을 둘러싸고 있어 지반 이동을 갑작스러운 케이블 변형으로 변환하여 반사 추적에서 감지 가능한 피크로 나타난다. 최근까지 이 기술은 작은 사면 이동에 상대적으로 둔감했으며, 시간이 지남에 따라 반사 추적의 변화를 사람이 감지해야 했기 때문에 자동화할 수 없었다. 패링턴(Farrington)과 사르간드(Sargand, 2004)는 기존 해석보다 훨씬 일찍 TDR 데이터에서 사면 이동의 신뢰할 수 있는 징후를 추출하기 위해 수치 미분을 사용하는 간단한 신호 처리 기술을 개발했다.
지반공학에서 TDR의 또 다른 응용은 토양 수분 함량을 결정하는 것이다. 이는 다른 토양 층에 TDR을 배치하고 강수 시작 시간과 TDR이 토양 수분 함량 증가를 나타내는 시간을 측정함으로써 수행할 수 있다. TDR의 깊이(d)는 알려진 요소이고, 다른 요소는 물방울이 그 깊이에 도달하는 데 걸리는 시간(t)이다. 따라서 물 침투 속도(v)를 결정할 수 있다. 이는 폭풍우 지표면 유출을 줄이는 최적 관리 방법(BMP)의 효율성을 평가하는 좋은 방법이다.

### 반도체 장치 분석에서
시간 영역 반사 측정기는 반도체 장치 패키지 내 결함 위치를 찾는 비파괴적인 방법으로 반도체 고장 분석에 사용된다. TDR은 장치 패키지 내 개별 전도성 트레이스의 전기적 특성을 제공하며, 개방 및 단락 위치를 결정하는 데 유용하다.

### 항공 배선 유지보수에서
시간 영역 반사 측정기, 특히 확산 스펙트럼 시간 영역 반사 측정기는 예방 유지보수 및 고장 위치 확인 모두를 위해 항공 배선에 사용된다. 확산 스펙트럼 시간 영역 반사 측정기는 수천 마일의 항공 배선 내에서 고장 위치를 정밀하게 찾아내는 장점이 있다. 또한, 이 기술은 실시간 항공 모니터링에 고려할 가치가 있는데, 확산 스펙트럼 반사 측정기는 작동 중인 배선에도 적용될 수 있기 때문이다.
이 방법은 간헐적인 전기 고장을 찾는 데 유용한 것으로 나타났다.
다중 반송파 시간 영역 반사 측정기(MCTDR) 또한 내장형 EWIS 진단 또는 문제 해결 도구로 유망한 방법으로 확인되었다. (EMC를 준수하고 배선에 무해한) 다중 반송파 신호의 주입을 기반으로 하는 이 스마트 기술은 배선 시스템의 전기적 결함(또는 전기적 결과를 초래하는 기계적 결함)을 감지, 위치 파악 및 특성화하기 위한 정보를 제공한다.
하드 고장(단락, 개방 회로) 또는 간헐적 결함은 매우 빠르게 감지될 수 있어 배선 시스템의 신뢰성을 높이고 유지보수를 개선한다.

## 같이 보기
- 주파수 영역 센서
- 머리 루프 브리지
- 노이즈 영역 반사 측정기
- 니콜슨-로스-위어 방법
- 광 시간 영역 반사 측정기
- 반사 손실
- 정재파비

### 추가 읽을거리
- Hoekstra, P. and A. Delaney, 1974. "Dielectric properties of soils at UHF and microwave frequencies". Journal of Geophysical Research 79:1699–1708.
- Smith, P., C. Furse, and J. Gunther, 2005. "Analysis of spread spectrum time domain reflectometry for wire fault location". IEEE Sensors Journal 5:1469–1478.
- Waddoups, B., C. Furse and M. Schmidt. "Analysis of Reflectometry for Detection of Chafed Aircraft Wiring Insulation". Department of Electrical and Computer Engineering. Utah State University.
- Noborio K. 2001. "Measurement of soil water content and electrical conductivity by time domain reflectometry: A review". Computers and Electronics in Agriculture 31:213–237.
- Pettinelli E., A. Cereti, A. Galli, and F. Bella, 2002. "Time domain reflectometry: Calibration techniques for accurate measurement of the dielectric properties of various materials". Review of Scientific Instruments 73:3553–3562.
- Robinson D.A., S.B. Jones, J.M. Wraith, D. Or and S.P. Friedman, 2003 "A review of advances in dielectric and electrical conductivity measurements in soils using time domain reflectometry". Vadose Zone Journal 2: 444–475.
- Robinson, D. A., C. S. Campbell, J. W. Hopmans, B. K. Hornbuckle, Scott B. Jones, R. Knight, F. Ogden, J. Selker, and O. Wendroth, 2008. "Soil moisture measurement for ecological and hydrological watershed-scale observatories: A review." Vadose Zone Journal 7: 358-389.
- Topp G.C., J.L. Davis and A.P. Annan, 1980. "Electromagnetic determination of soil water content: measurements in coaxial transmission lines". Water Resources Research 16:574–582.
- Topp G.C. and W.D. Reynolds, 1998. "Time domain reflectometry: a seminal technique for measuring mass and energy in soil". Soil Tillage Research 47:125–132.
- Topp, G.C. and T.P.A. Ferre, 2002. "Water content", in Methods of Soil Analysis. Part 4. (Ed. J.H. Dane and G.C. Topp), SSSA Book Series No. 5. Soil Science Society of America, Madison WI.
- Dowding, C.H. & O'Connor, K.M. 2000a. "Comparison of TDR and Inclinometers for Slope Monitoring". Geotechnical Measurements—Proceedings of Geo-Denver2000: 80–81. Denver, CO.
- Dowding, C.H. & O'Connor, K.M. 2000b. "Real Time Monitoring of Infrastructure using TDR Technology". Structural Materials Technology NDT Conference 2000
- Kane, W.F. & Beck, T.J. 1999. "Advances in Slope Instrumentation: TDR and Remote Data Acquisition Systems". Field Measurements in Geomechanics, 5th International Symposium on Field Measurements in Geomechanics: 101–105. Singapore.
- Farrington, S.P. and Sargand, S.M., "Advanced Processing of Time Domain Reflectometry for Improved Slope Stability Monitoring", Proceedings of the Eleventh Annual Conference on Tailings and Mine Waste, October, 2004.
- Smolyansky, D. (2004). 〈Electronic Package Fault Isolation Using TDR〉. 《Microelectronics Failure Analysis》. ASM International. 289–302쪽. ISBN 0-87170-804-3.
- Scarpetta, M.; Spadavecchia, M.; Adamo, F.; Ragolia, M.A.; Giaquinto, N. ″Detection and Characterization of Multiple Discontinuities in Cables with Time-Domain Reflectometry and Convolutional Neural Networks″. Sensors 2021, 21, 8032. https://doi.org/10.3390/s21238032
- Duncan, D.; Trabold, T.A.; Mohr, C.L.; Berrett, M.K. "MEASUREMENT OF LOCAL VOID FRACTION AT ELEVATED TEMPERATURE AND PRESSURE". Third World Conference on Experimental Heat Transfer, Fluid Mechanics and Thermodynamics, Honolulu, Hawaii, USA, 31 October-5 November 1993. https://www.mohr-engineering.com/guided-radar-liquid-level-documents-EFP.php